# Бенин на Летњим олимпијским играма 1984.
Бенин је трећи пут учествовао на Летњим олимпијским играма 1984. у Лос Анђелесу са тројицом спортиста који су се такмичили у боксу.
На свечаном отварању заставу Бенина је носио боксер Firmin Abbisi.
Спортисти нису освојили ниједну медаљу, па је Бенин остао у групи земаља које нису освајале медаље на олимпијским играма.

## Учесници по спортовима
| Спорт     | Мушкарци | Жене | Укупно |
| --------- | -------- | ---- | ------ |
| Бокс      | 3        | 0    | 3      |
| Укупно(1) | 3        | 0    | 3      |

## Резултати по дисциплинама

### Бокс

#### Мушкарци
| Боксер         | Дисциплина | 1 коло     | 2 коло                           | осминафинала       | Четвртфинале       | Полуфин.         | Фин.             | Фин.    | Детаљи |
| Боксер         | Дисциплина | Прот. Рез. | Противник Резултат               | Противник Резултат | Противник Резултат | Прот. Рез.       | Прот. Рез.       | Пласман | Детаљи |
| -------------- | ---------- | ---------- | -------------------------------- | ------------------ | ------------------ | ---------------- | ---------------- | ------- | ------ |
| Firmin Abbisi  | бантам     | слободан   | Али Кан · Пакистан Пор 0:5       | Није се пласирао   | Није се пласирао   | Није се пласирао | Није се пласирао | =17/36  |        |
| Жорж Боко      | велтер     | слободан   | Лучано Бруно · Италија Пор 0:5   | Није се пласирао   | Није се пласирао   | Није се пласирао | Није се пласирао | =17/35  |        |
| Maxime Mehinto | полусредња | слободан   | Abdellah Tibazi · Мароко Пор 0:5 | Није се пласирао   | Није се пласирао   | Није се пласирао | Није се пласирао | =17/34  |        |